# Orcival
Orcival ist eine französische Gemeinde mit 242 Einwohnern (Stand 1. Januar 2022) im Département Puy-de-Dôme in der Region Auvergne-Rhône-Alpes etwa 40 Kilometer südwestlich von Clermont-Ferrand, in der Tiefe eines Tals zwischen den Dore- und den Dôme-Bergen.
Orcival ist neben Clermont-Ferrand der bedeutendste Wallfahrtsort der Auvergne mit einer romanischen Kirche, die als eine der schönsten der Region gilt. Der Ort liegt am Rande des Gebirgsmassivs der Monts Dore am Flüsschen Sioulot, an der südöstlichen Gemeindegrenze verläuft die Gorce. Die meisten Häuser des Ortes sind mit den traditionellen Schieferschindeln gedeckt.

## Kirche Notre-Dame
Die im 12. Jahrhundert am Standort eines Vorgängerbaus errichtete und Unserer Lieben Frau geweihte Kirche Notre-Dame d’Orcival, die im Jahr 1894 zur Basilica minor erhoben wurde, ist der regionalen auvergnatischen Romanik zuzuordnen. Das bedeutet aber nicht, dass sie dem Baustil einer Basilika angehört.
In Orcival, wo es – vermutlich an einer früheren keltischen Kultstätte – bereits im 6. Jahrhundert eine Wallfahrt zur Jungfrau Maria gab, bauten im 7. Jahrhundert Mönche ein erstes, gegen Ende des 9. Jahrhunderts von den Normannen zerstörtes Gotteshaus. Die jetzige Kirche stammt aus der ersten Hälfte des 12. Jahrhunderts und wurde von Mönchen aus der Abtei La Chaise-Dieu als kleines Benediktiner-Priorat gegründet; 1166 war dieser Sakralbau fertiggestellt. Im 13. Jahrhundert wurde die Kirche vom Papst zur Kollegiatkirche erhoben; 26 Chorherren bildeten das Kollegiat. Die Erhebung zur Basilika erfolgte durch den Papst am 17. Juli 1894.
Die Kirche ist ein Meisterwerk der auvergnatischen Romanik: Der Baukörper bietet sich quasi als Pyramide dar. Wie Stufen übereinander geschichtet bzw. emporstrebend sind das tonnenförmige Hauptschiff, die kreuzgratigen Seitenschiffe, das Querschiff mit der Kuppel, schließlich der Chor mit dem für die Wallfahrer unerlässlichen Chorumgang und der darunter befindlichen Krypta zur Reliquienaufbewahrung. Außen ist der pyramidale Charakter ebenfalls deutlich zu sehen: Im Osten sieht man strahlenförmig angeordnete Apsidialkapellen, die darüber hinausragende Apsis des Querhauses, dann die Zwischenstufe zum Turm, das massif barlong, und zuletzt den achteckigen, in zwei Stufen der Spitze zulaufenden Vierungsturm selber (die Acht wurde als symbolische Ziffer für die Auferstehung betrachtet).
Der zunächst wehrhaft erscheinende Bau weist auf den zweiten Blick doch zahlreiche dekorative Elemente auf, vor allem an der der Stadt zugewandten Schauseite im Osten. Die Inkrustationen aus verschiedenfarbigen Steinen greifen Vorbilder aus der gallo-römischen Epoche auf. Dieser Ostbau ist mit seinem Chorumgang und seinen zahlreichen Kapellenanbauten durchaus anspruchsvoll gestaltet. Auch hier fallen die in der Höhe mehrfach gestuften Fensterzonen auf, die im Inneren ein faszinierendes Licht verbreiten. Die Belichtung soll den Weg des Menschen vom Dunkel zum Licht, von der Erde zum Himmel symbolisieren: So ist die Vorhalle verhältnismäßig dunkel (1 Fenster), im Hauptschiff sind 7 Fenster, im Querschiff 16 und im Chor schließlich 22, was der Zahl der Buchstaben des hebräischen Alphabets entspricht.
Über die ungewöhnliche Lage dieser Kirche des 12. Jahrhunderts gibt es eine Legende, wie sie bei Wallfahrtsorten fast regelmäßig erzählt werden. An einer Quelle soll die Jungfrau erschienen sein, um sich zu erfrischen. Fortan erwies sich das Wasser als wunderkräftig und zog viele Pilger an. In der Nähe soll dann eines Tages die Marienfigur gefunden worden sein, die man noch heute verehrt. Das Standbild wurde in eine nahe gelegene Kirche gebracht, kehrte jedoch immer wieder an die Fundstelle zurück, ein untrügliches Zeichen, dass man hier eine Kirche errichten sollte. Man begann mit dem Bau, doch immer wieder stürzten die Mauern ein. Wutentbrannt nahm schließlich der Baumeister seinen Hammer, schleuderte ihn fort, und begann dort, wo er niederfiel, mit seinem letzten Versuch. Dieses Mal hielten die Mauern und haben die Jahrhunderte bis heute überdauert.
Der Glockenturm wurde im 15. Jahrhundert nach einem Erdbeben geändert. Seine Spitze mit dem Hahn, als Ausdruck der kirchlichen Autorität während der Revolution zerstört, wurde später rekonstruiert.

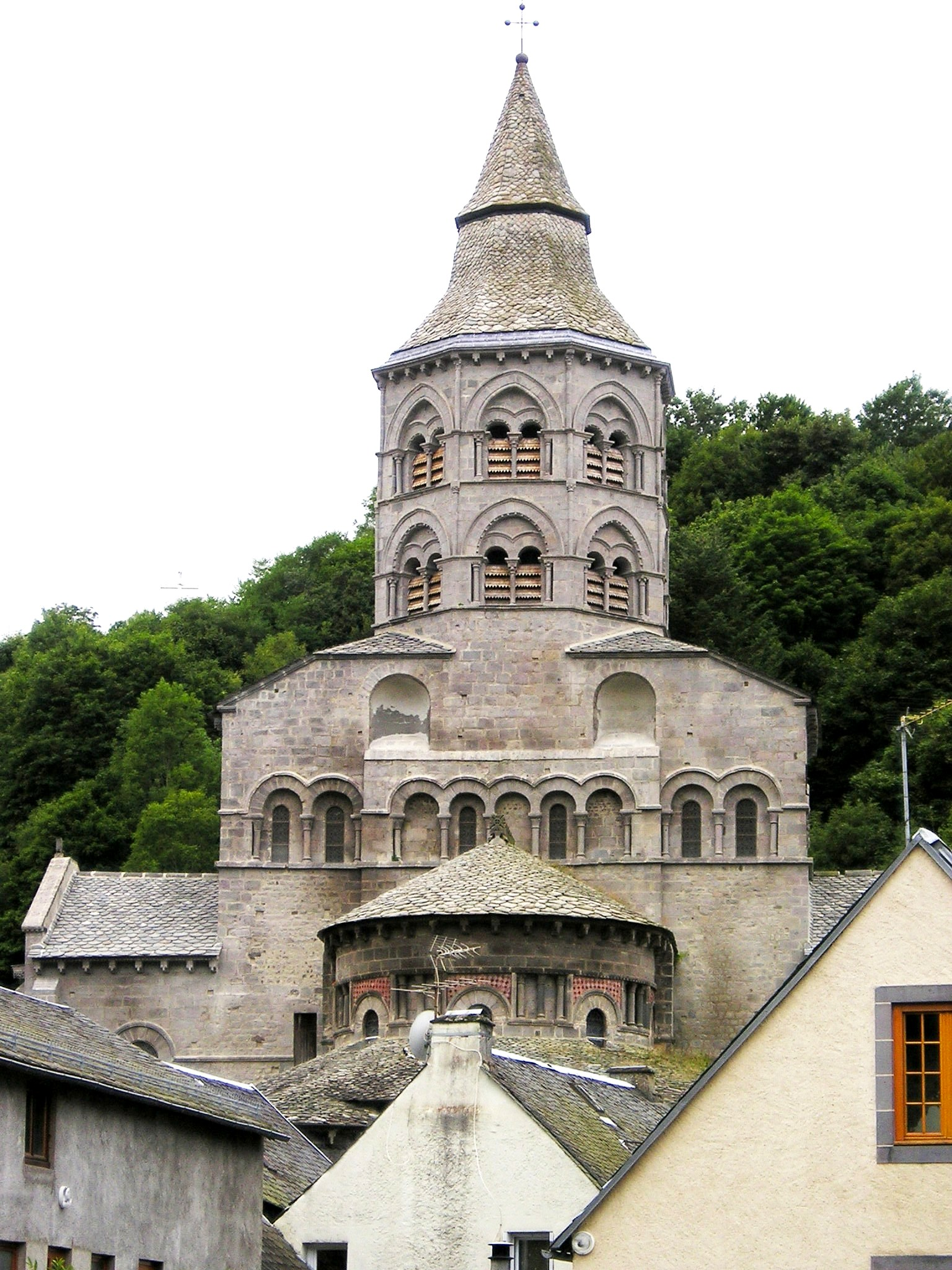
Notre-Dame d'Orcival
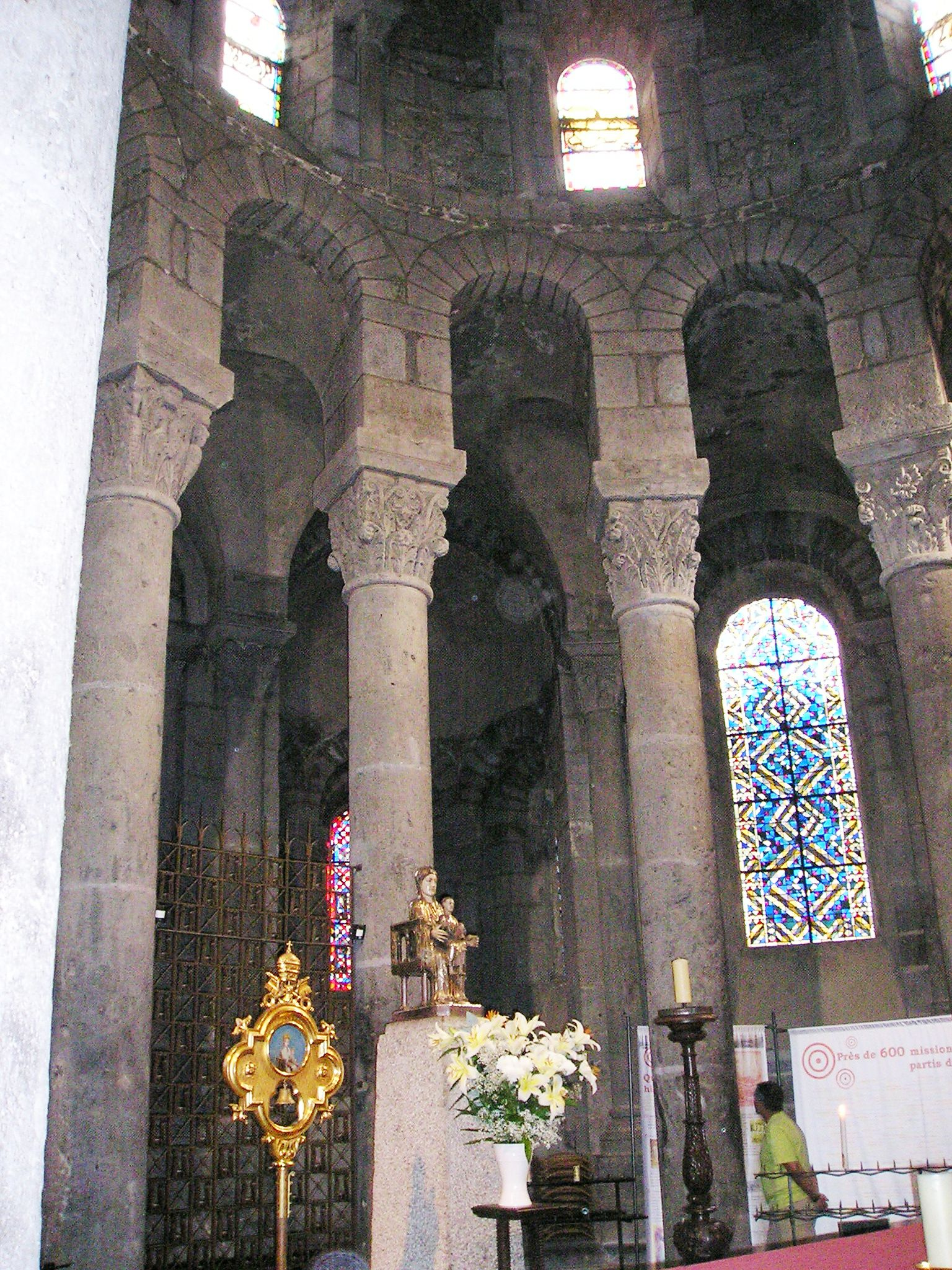
Im Chor von Notre-Dame d'Orcival
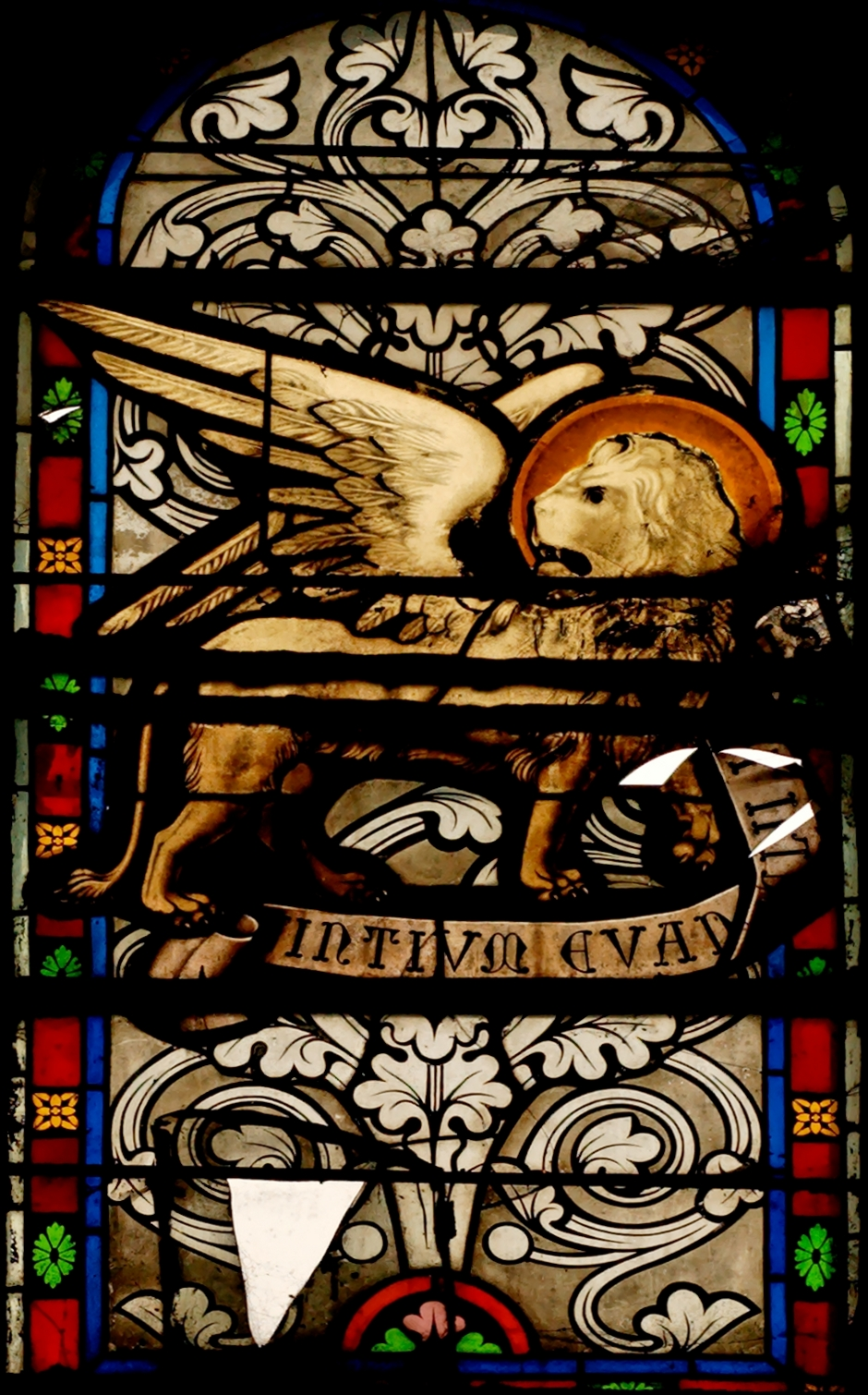
Chorfenster mit Markuslöwen

Ausstattung der Basilika:
- „Vierge en Majesté“, das – während der Revolution versteckte und deshalb erhalten gebliebene – Wallfahrtsbild von 1170, eine thronende, mit Silber und vergoldetem Silber gefasste Madonna mit Kind aus Nussbaumholz.
- Kapitelle mit figürlichem und ornamentalem Schmuck, z. B. das Kapitell des reichen Narrs („Fol dives“)
- Romanische dekorative Metallbeschläge an der „Porte Saint-Jean“
- Farbig gefasstes Relief des im Jordan stehenden Jesus im Brunnenheiligtum der Kirche
- Kreuzweg aus Terrakotta (1980); Fenster von 1980
- barocker Altar, 1898 auf der Vorhallenempore aufgestellt

## Weitere Sehenswürdigkeiten

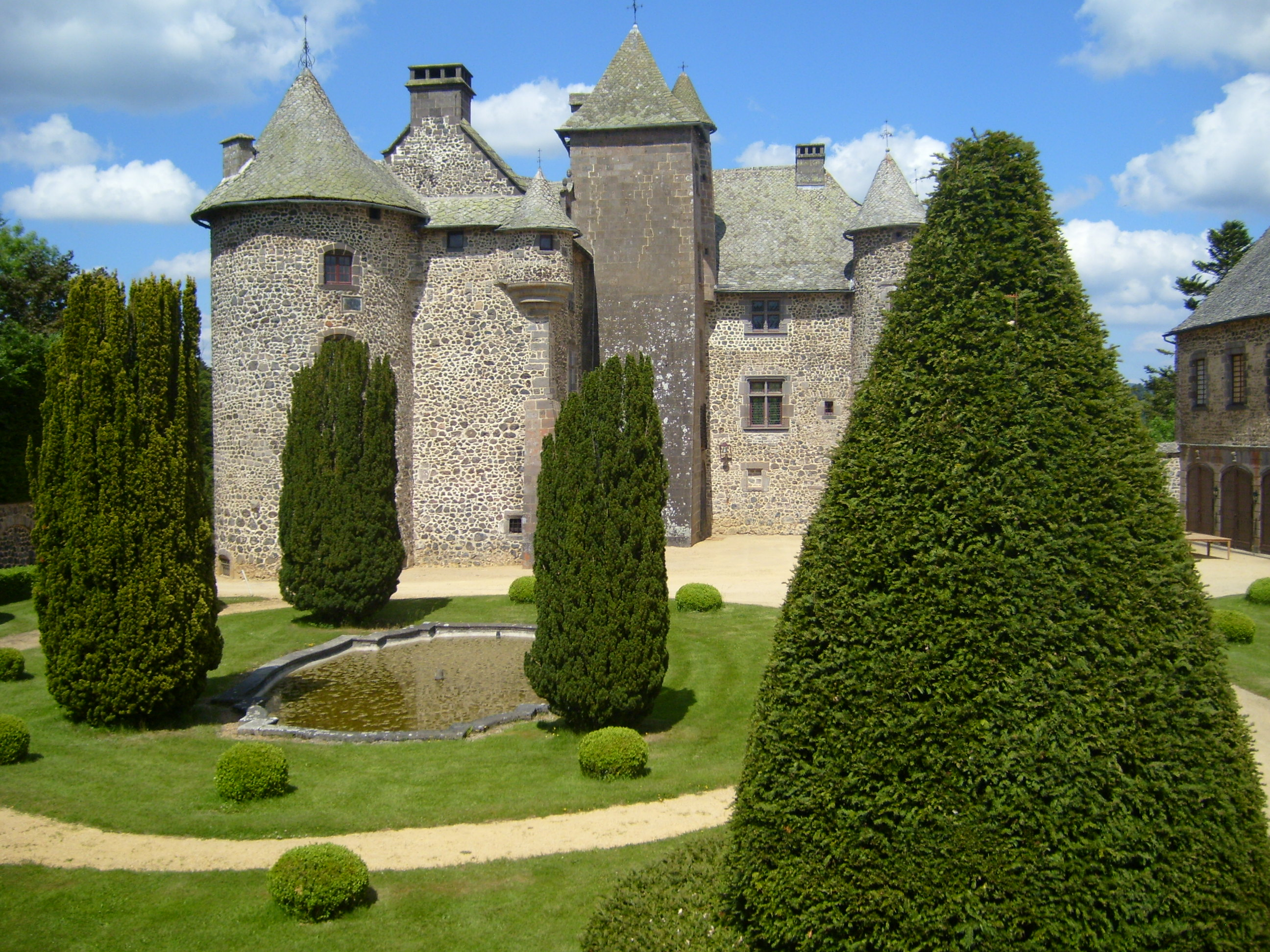
Schloss Cordès

- das Schloss Cordès aus der ersten Hälfte des 18. Jahrhunderts, aus einer Burg des 15. Jahrhunderts hervorgegangen, sein Schlossgarten wurde durch André Le Nôtre gestaltet
- „Grabstätte der Jungfrau Maria“, wo man ein Marienbild einer hier abgegangenen Kirche fand
- „Kreuz der Gefangenen“ auf dem Hügel hinter der Basilika, 1945 von Kriegsgefangenen errichtet
- Kapelle an einer wundertätig geltenden Quelle, aus dem 16. Jahrhundert, im 19. Jahrhundert stark verändert